# Liste der Bischöfe von Lucera
Die folgenden Personen waren Bischöfe von Lucera in Italien:
Für den Zeitraum bis zum 12. Jahrhundert existieren keine gesicherten Informationen.
Antonio Antonetti rekonstruiert die Liste für 1215 bis 1302 wie folgt
- Luterio (1215–1219)[1]
- N. N. (1220) (Elekt)[1]
- Andrea (13. Januar 1221 – vor Dezember 1221)[1]
- Bartolomeo (13. Januar 1222–1238 (1247?))[1]
- Sedisvakanz (1248-1255)[1]
- Alferio (1255–1259)[1]
- N. N. (Alferio?) (1266–1269)[1]
- N. N. (Alferio?) (1272–1273)[1]
- N. N. (Alferio?) (1279 – vor 1284)[1]
- Sedisvakanz (1284-?)[1]
- Gugliemo de Ricia (?-nach August 1294)[1]
- Aymardus (vor Oktober 1294 – Juni 1302)[1]

Die Reihenfolge nach Kamp
- N.N. (1215–1219 †)[2]
- N. N. (1220) (Elekt)[2]
- Andreas (13. Januar 1221 – vor Dezember 1221)[2]
- Bartholomeus (13. Januar 1222–1238 (1247?))[2]
- Sedisvakanz (1247–1255)[2]
- Alferius (1255–1259)[3]
- Von 1259 bis 1294 fehlen Nachrichten über Bischöfe in Lucera
- Guillelmus de Ricia[4]

Die Reihenfolge nach Schiraldi
- Luterio (? – 1218 †)[5]
- N. N. (1219) (vielleicht Luterio?)[5]
- Alberto/Andrea (13. Januar 1221 – 1247 †)[5]
- Sedisvakanz (1247–1255)[5]

Herkömmliche Reihenfolge
- Luterio (?–1219)
- Name unbekannt (?–1247)
- Sedisvakanz (1247–1255)
- Albert II. (1255–?)
- Nicolò (1261)
- Bartolomäus I. (1265)
- Guglielmo (?–1295)
- Aymardus (1295–1302) (auch Bischof von Salpi)

Ab 1302
- Stefan I. (1302–1305)
- Stefan II. (1308)
- Giacomo I. da Fusignano, O.P. (1314–1322) (auch Bischof von Modone)
- Seliger Agostino Casotti (Augustin Kažotić), O.P. (1322–1323) (vorher Bischof von Zagreb)
- Giacomo II. (1324–1325)
- Marino (?–1348)
- Antonio (1348–1363)
- Giacomo Gurga (1363–1348)
- Bartolomäus II.
- Tommaso
- Bartolomäus III. (?–1396)
- Bassastachio I. della Formica (1396–?)
- Nicolò Antonio (1409)
- Francesco (1412–1422)
- Bassastachio II. della Formica (1422–1450)
- Antonio Anglo (1450–1450) (auch Bischof von Potenza)
- Ladislao Dentice (1450–1476)
- Pietro Ranzano, O.P. (1476–1492)
- Giambattista Contestabili (1493–1496)
- Antonio Torres, O.S.H. (1496–1497) (auch Bischof von Nepi e Sutri)
- Raffaele Rocca (1497–1499) (auch Bischof von Capri)
- Giovanni di Luigi, O.Carm. (1499–1512) (auch Bischof von Sant’Agata de’ Goti)
- Alfonso Carafa (1512–1534)
  - Andrea Matteo Palmieri (1534–1535) (Apostolischer Administrator)
- Michele Visconti (1535–1538)
- Enrique de Villalobos (1538–1540) (auch Bischof von Squillace)
- Fabio Mignanelli (1540–1553)
- Pietro De Petris (1553–1580)
- Giulio Monaco (1580–1581)
- Scipione Bozzuti (1582–1591)
- Marco Magnacervo, C.R. (1593–1600)
- Fabio Aresti (1601–1609)
- Lodovico Magio (1601–1618)
- Fabrizio Suardi (1619–?)
- Bruno Sciamanna (1637–1642) (auch Bischof von Caserta)
- Tommaso de Avalos, O.P. (1642–1643)
- Silvestro de Afflitto, C.R. (1644–1661)
- Giambattista Eustachio (1663–1687)
- Domenico Morelli (1688–1715)
- Domenico Maria Liguori, C.R. (1717–1730)
- Vincenzo Ferreri, O.P. (1730–?)
- Michele Mascullo (1733–?)
- Giuseppe Maria Foschi (1759–1776)
- Sedisvakanz (1776-1792)
- Giovanni Arcamone (1792–1793)
- Alfonso Maria Freda (1798–1816)
- Andrea Portanova (1818–1843 ?)
- Giuseppe Jannuzzi (1843–1871)
- Giuseppe Maria Cotellessa (1872–?)
- Giuseppe Consenti, C.SS.R. (1893–1907)
- Lorenzo Chieppa (1909–1918)
- Giuseppe di Girolamo (1920–1941)
- Domenico Vendola (1941–1963)
- Antonio Cunial (1963–1970) (auch Bischof von Vittorio Veneto)
- Angelo Criscito (1970–1985)
- Carmelo Cassati, M.S.C. (1985–1986) (auch Bischof von San Severo)
- Raffaele Castielli (1987–1996)
- Francesco Zerrillo (1997–2007)
- Domenico Cornacchia (2007–2016), dann Bischof von Molfetta-Ruvo-Giovinazzo-Terlizzi
- Giuseppe Giuliano (seit 2016)